# Zorzines macrocerata
Zorzines macrocerata là một loài bướm đêm trong họ Noctuidae.